# 里奇菲爾德鎮區 (密歇根州羅斯康芒縣)
里奇菲爾德鎮區（英語：Richfield Township）是位於美國密歇根州羅斯康芒縣的一個行政鎮區。

## 地方資料
里奇菲爾德鎮區的面積為189.07平方千米，當中陸地面積為178.66平方千米，而水域面積為10.41平方千米。根據2020年美國人口普查的數據，當地共有人口3545人，而人口密度為每平方千米18.75人。